# Aldemar Reyes
Pour les articles homonymes, voir Reyes.
Reyes  Ortega est un nom espagnol. Le premier nom de famille, en général paternel, est Reyes ; le second, en général maternel, souvent omis, est Ortega.
Aldemar Reyes Ortega, né le 22 avril 1995 à Ramiriquí (Boyacá), est un coureur cycliste colombien, membre de la formation Medellín-EPM. Son frère Yeison est également coureur cycliste professionnel.

## Biographie
Au cours de sa carrière, Aldemar Reyes s'est notamment distingué en terminant deux fois meilleur jeune du Tour de Colombie en 2014 et en 2016. Il s'est également classé quatrième du Tour de la Vallée d'Aoste en 2016, cinquième de la Ronde de l'Isard ou encore sixième du Tour Alsace cette même année. Au cours de sa première saison chez les professionnels, Reyes a pris la onzième place de la Classique d'Ordizia, remportée par le britannique Simon Yates.
En 2020, Aldemar Reyes trouve refuge chez EPM-Scott après la fin prématurée de l'équipe Manzana Postobón. Il y retrouve son frère Yeison avec qui il a terminé la saison 2019 chez GW Shimano-Chaoyang-Envía-PX. Dans une saison tronquée par la pandémie, se détache sa victoire à la Vuelta al Tolima (assortie du gain de la première étape et de deux classements annexes).
En 2021, Aldemar Reyes remporte six étapes de compétitions disputées en Colombie. Ses victoires dans le Clásico RCN et surtout dans le Tour de Colombie (seul bouquet dans une compétition de l'UCI America Tour) se détachent particulièrement. Il adorne ses résultats de deux Top ten aux classements généraux de ces épreuves ainsi que le classement par points de son Tour national. De plus, il faut y ajouter deux podiums au classement général d'épreuves du calendrier national colombien (la Clásica de Marinilla et la Clásica de El Carmen de Viboral). En novembre, la nouvelle de sa signature avec le Team Medellín, pour la saison suivante, surprend les observateurs car il quitte les EPM-Scott où il était le leader principal pour s'unir à des coureurs comme Óscar Sevilla, Fabio Duarte, José Tito Hernández ou Robinson Chalapud (tous leaders en puissance).

## Palmarès et classements mondiaux

### Palmarès par année
- 2015
  - 2e du Tour de Colombie espoirs
- 2018
  - 2e de la Vuelta a Antioquia
- 2019
  - 2e de la Clásica de Marinilla
  - 3e de la Clásica de Girardot
- 2020
  - Vuelta al Tolima :
    - Classement général
    - 1re étape
- 2021
  - 5e étape du Tour de Colombie
  - 2e et 7e étapes du Clásico RCN
  - 1re étape de la Clásica Nacional Marco Fidel Suárez (es)
  - 1re étape de la Clásica de Marinilla
  - 2e étape de la Vuelta a Boyacá
  - 2e de la Clásica de Marinilla
  - 2e de la Clásica de El Carmen de Viboral
- 2022
  - 1re étape de la Vuelta Bantrab
  -  Médaillé d'or de la course en ligne des Jeux bolivariens
  - 8e étape du Tour de Colombie
  - Clásico RCN :
    - Classement général
    - 2e et 4e étapes

  - 2e de la Vuelta Bantrab
  - 3e de la Vuelta del Porvenir San Luis
- 2023
  - Clásico RCN :
    - Classement général
    - 9e étape (contre-la-montre)

  - 2e du Grand Prix du Guatemala
  - 3e du Tour de Colombie
  - 3e du Grand Prix Chapin

### Résultats sur les grands tours

#### Tour d'Espagne
1 participation
- 2017 : 45e

### Classements mondiaux
| Année                                 | 2015 | 2016 | 2017 | 2018  | 2019  | 2020  | 2021  | 2022  | 2023 | 2024  |
| ------------------------------------- | ---- | ---- | ---- | ----- | ----- | ----- | ----- | ----- | ---- | ----- |
| Classement mondial                    |      | 947e | 622e | 2909e | 1433e | 1576e | 1576e | 1254e | 789e | 2506e |
| UCI Europe Tour                       | nc   | 661e | 477e | nc    |       |       |       |       |      |       |
| UCI America Tour                      | 489e | 460e | nc   | 389e  | 205e  | 149e  | 255e  | 163e  | 80e  | nc    |
|                                       |      |      |      |       |       |       |       |       |      |       |
| Légende : nc = non classéSource : UCI |      |      |      |       |       |       |       |       |      |       |